# Karađorđevo
Karađorđevo (in serbo Карађорђево?) è un villaggio della Serbia situato nella municipalità di Bačka Palanka, nel Distretto della Bačka Meridionale, nella provincia autonoma di Voivodina. La popolazione totale è di 1 012 abitanti (censimento del 2002), e la maggioranza della popolazione è di etnia serba.